# Драп (Француска)
Драп (фр. Drap) је насељено место у Француској у региону Прованса-Алпи-Азурна обала, у департману Приморски Алпи.
По подацима из 2011. године у општини је живело 4297 становника, а густина насељености је износила 775,63 становника/km².

## Демографија
| 1962. | 1968. | 1975. | 1982. | 1990. | 2011. |
| ----- | ----- | ----- | ----- | ----- | ----- |
| 1.391 | 1.551 | 1.561 | 3.042 | 467   | 4.297 |